# 花の慶次
『花の慶次 -雲のかなたに-』（はなのけいじ くものかなたに）は、原哲夫による日本の漫画。隆慶一郎作の歴史小説『一夢庵風流記』を原作としている。
戦国の世を、当代きっての傾奇者として生きた漢・前田慶次の奔放な生きかたを描いた作品である。『花の慶次 -雲の彼方に-』と題を変えて再版もされた。

## 概説
『週刊少年ジャンプ』（集英社）1989年50号に読切版が掲載され、翌1990年13号から1993年33号に渡って連載された。タイトルの発案および、題字は、隆慶一郎の手による。1993年にはカセットブックが発売されている。コミックスは、ジャンプ・コミックス全18巻（集英社）、1999年に集英社文庫版（集英社、全10巻）、2001年から2002年にかけてコンビニコミック版（新潮社、全21巻）、2004年から2005年にかけて完全版（徳間書店、全15巻）、2007年にコンビニコミックワイド版（徳間書店、全8巻）、2008年から2009年にかけてバンチコミックスデラックス版（新潮社、全12巻）、2009年に新装文庫版（徳間書店、全10巻）、2011年にゼノンコミックスデラックス版（徳間書店、全12巻）がある。
スピンオフ作品『義風堂々 直江兼続 -前田慶次月語り-』（原作：原哲夫・堀江信彦、作画：武村勇治）が『週刊コミックバンチ』（新潮社）において、2008年50号から2010年38号まで連載された。
その後、同誌の後継誌の一つである『月刊コミックゼノン』（徳間書店）創刊号（2010年12月号）より、続編となる『義風堂々!!直江兼続 -前田慶次酒語り-』と『義風堂々!!直江兼続 -前田慶次花語り-』（作画：出口真人に替わる）が連載。また、関ヶ原後の慶次が、立花・加藤ら鎮西（九州）の豪傑を訪ねる趣向の『前田慶次 かぶき旅』（原作：原哲夫・堀江信彦、作画：出口真人）が101号（2019年4月号）から連載されている。
2020年2月時点で累計発行部数は1800万部を突破している。

## 作画の変遷
作画の原哲夫の前作『CYBERブルー』や『北斗の拳』とは異なり、絵の描き込みが簡略化され線が少なくなっている。原があまりに多忙なためやむ無く効率化を図ったものとされているが、その結果読者や関係者から「絵が見やすくなった」と絶賛され、以後このスタイルを保つようになったという。原本人はこの評価を受けて「今までの苦労は何だったんだろう」と語っている。
ただし簡略化されたとはいえ人物のアップなどで見せる重厚な描き込みは健在であり、鎧など武具のディテール、並びにバリエーションの多さには原の並々ならぬこだわりがうかがえる。連載での千利休・豊臣秀吉・石田三成・茶々らの人物像とそのファッションは、1989年（平成元年）に公開された日本映画『利休』がベースとなっている。

## 主な登場人物
ここでは簡単な説明に留める。詳細は花の慶次の登場人物を参照。
前田慶次
天下一の傾奇者で、身の丈は六尺五寸（197cm）以上ある大柄の武将。滝川一益の従弟・益氏の次男で、前田利家の兄・利久の養子となったが、利家とは不仲である。自らの道理で生き、自由を貫き通す奔放な男。愛馬は松風。
捨丸
かつては四井主馬の家来だった小柄な忍び。弟を松風に蹴り殺され慶次を付け狙っていたが、その一方で惚れ込んでもおり、仲間7人を殺して慶次に仕える。
慶次を殺した手柄で侍になることが夢だったが、主馬との再会でその機会を得た際、慶次の人柄を改めて知り「正々堂々と戦って殺らなきゃ罰があたる」と殺すことを思いとどまった。
岩兵衛
本作オリジナルキャラクター。隆慶一郎の『花と火の帝』のキャラクターを変形させ、流用した。鬼のような顔をした七霧の里の住人。おふうの育ての親でおふうを連れ戻そうと慶次の命を狙っていたが、慶次の人柄に惚れ、その後家来となる。高い身体能力を持ち、人の心も読める。
おふう
本作オリジナルキャラクター。耳そぎ願鬼坊にさらわれ、耳そぎと耳持ちをやらされていた少女。外見は7〜8歳前後の子供に見える。当初は表情も暗く喜怒哀楽を表に出さなかったが、やがて感情を取り戻し、合戦以外では慶次らと行動を共にするようになる。
まつ
利家の正室。母性的でいて尚且つ少女のような可憐さを持つ美女。慶次が心底惚れている女性であり、何かと気の弱いところがある利家を支える女丈夫である。その奔放で天真爛漫な性格は、利家および配下の者たちの心配の種になっている。
前田利家
前田家を治める大名。かつては「槍の又左」と称されるほどの猛将だったが、作中（1580年代中盤以降）ではプライドばかり高く周囲を気にする小心者であり、慶次と対比して器量の狭い人物として描かれている。そろばんがトレードマークであり、それは別のゲームなどにも流用された。「俺は今まで誰からも好かれた事がない」と自認しており、万人から愛される慶次に嫉妬すると同時に自身の地位を脅かす最大の内敵と恐れている。

## 技

### 流派
穀蔵院一刀流（こくぞういん・いっとうりゅう）
前田慶次（前田利益）が開いた実在した剣術の流派だが、本作中では、慶次の諧謔に過ぎず、獣並みの速さと力で相手を圧倒する戦場の剣であり、修得すべきいかなる型や技も存在しないというように描かれた。
手（てい）
与四郎、カルロスが使っていた体術。後の空手の源流。
甲陽流忍術
真田幸村と猿飛佐助が習っていた体術がこの流派の流れを汲む。
天下一夢想流
荒井願鬼坊の流派。とてつもなく素早い居合で相手を攻撃させず、あっという間に斬ってしまう。だが、慶次にはまったく通じず、逆に大上段からの唐竹割りで盛大に体を両断された。
二刀流
竜嶽は唐剣の二刀流を使う。これも原作の庄司甚内からとみられる。

### 奥義
靭猿（うつぼざる）
加賀忍軍の秘術だったが、使う前に慶次に葬られた。
火術不知火
加賀忍軍の技。火薬を体に巻いて相手とともに自爆する。
影象青撹
毛虎親方五人衆の錦が宝山と対峙した時に使った技。背景に溶け込み姿を消す。
水蓮波
毛虎親方五人衆が海にまで追ってきた慶次に対して使った技。高波を起こして相手の進行を阻む。

## 武器など
千子村正（せんじむらまさ）
別名「千手（住）院村正」（せんじゅいんむらまさ）。慶次の戦友・山上道及が最上との戦い（慶長出羽合戦）で重傷を負った際、治療の返礼として（本人は形見のつもりで）慶次に譲り渡した。
朱槍
慶次が好んで使う赤い槍。鉄筋を幾重にも束ねているので普通の人間には持つことも出来ない重量になっており、慶次の「槍は殴る物」という持論通りに柄の一撃すら人間を殺傷しうる一撃となる。
当時、柄が全て赤い「皆朱の槍」は、家中において最も武勇に秀でた者だけが持つ物とされ（後に会津の陣の際に宇佐美や水野が異を唱えたのはこのためである）、慶次は魚津の戦いの功績で前田家からこれを許されていた。
唐剣
風魔の飛び加藤が使っていた刀。先端が柔らかく、防御されても先端がよく曲がり相手を斬る。
短刀
慶次が秀吉とのお目見得に赴く際、秀吉を殺すために隠し持った物。関（岐阜）の刀工が鍛えた厚重ね南蛮鉄の短刀で、奇染屋の岩熊を通じて入手した。普通の刀と比べて刀身が3倍は厚く、捨丸に鉈（なた）を連想させた。重量も相当なもので、岩熊によると持ち上げるには「普通の人間なら3人がかり」らしい。
大脇差
紫や金などの派手な褌（ふんどし）を締めた傾奇者達に対して一泡吹かせるために慶次が風呂屋へ持ち込んだ竹光（「褌は白」というこだわりを持つ慶次にとって、彼等の褌は気に入らないものであった）。
鬼包丁
慶次が上杉の佐渡平定に参加した際、本間の兵が使っていた剛刀。
超巨大刀
佐渡平定の際に使用。峰を左腕の甲冑にこすりつけながら刀身を横向きに保持し、体ごと回転して周囲の敵を薙ぎ払った。
鉄砲
作中でもよく登場する種子島火縄銃。慶次といえども生身の人間なので鉄砲だけは警戒している。また、非力な者でも扱えるので前田利久も心得がある。慶次の実父が属する滝川一族も鉄砲の扱いに長けている。
鉄砲の実戦での威力には様々な説があるが、本作では通説通りの画期的・致命的な武器として扱われている。
黒部三左のものは、鉄砲というよりむしろ忍者などが用いたとされる「抱え大筒」と呼ばれる携帯用の大砲に近い。
原作には長さ3mにも及ぶ遠距離狙撃用の長鉄砲「遠町筒」も登場し、金悟洞が使用する。
烏帽子型頭巾
慶次と上杉家小姓達との果し合いの後、登場した上杉景勝が被っていた頭巾。その姿を見た老臣達が、上杉謙信と見間違う場面がある。上杉謙信といえば、僧兵のような頭巾姿が有名だが、上杉家の伝承によれば、武田信玄との川中島の戦いで謙信が被っていたのがこの烏帽子型頭巾で、実物は米沢市の上杉神社に現存している。
“上杉の魂”
佐渡攻めの際、上杉家の老臣犬飼が「老兵」治作に手渡した愛刀。かなりの業物である。
執金剛杵握形兜（しつこんごうしょにぎりなりかぶと）
物語のラスト、慶長出羽合戦での最上義光軍との戦いで慶次が着用した兜で、握り拳を天に向けた奇抜な形。靖国神社に所蔵される実在の兜だが、史実の前田利益が使用したという記録はない。このような奇抜なデザインの兜（変わり兜）は、史実でも当時は流行している。
織田信長の鎧
利家に預けられていた信長の鎧。南蛮胴と南蛮兜を用いた当世具足。村井若水が左の立物を折ってしまい、利家から切腹を命じられるが、「生涯を賭けて殿を守り通した忠義の甲冑」若水を殺させまいとする慶次によって「殿の大事な甲冑を傷つけた者」として成敗、真っ二つにされる。その後修復されるが、慶次によって持ち出され、末森の合戦にて慶次が使用した。最後は鎧を捨ててしまった佐々成政に贈ってしまう。
西洋甲冑
佐渡攻め（史実では1589年（天正17年））に馳せ参じた時に慶次が着用。漫画では特に説明はないが、原作小説では出立直前に京で購入した。捨丸がわずか2日で用意したもので特注品ではないらしい。鉄砲の弾も跳ね返す強靭な鎧で、佐渡の武士たちに対する心理的威圧感も高く、「死神」と恐れられた。慶次もかなり気に入っていたようで、捨丸に命じて高々と兜を掲げさせて誇示していた。ただし、河原田城攻略の際には、南蛮胴だけを流用した当時の日本の当世具足の一般的スタイルになっていた（厳密には胴のデザインも微妙に異なっている）。原作では河原田城攻めも西洋甲冑姿のまま参戦している。
この後しばらくは自前の鎧を着る機会がなく、次の合戦である最上の戦い（史実では1600年（慶長5年））においては違う意匠の鎧を使用している。原作にも「例の南蛮の鎧はとうに捨てられ、新しい鎧が鎧櫃に入れて替え馬の背にある」という記述があり、新たな合戦に臨んで新調したようである。ただしこちらは「黒具足」というだけで具体的なデザインは不明である。
胴丸
佐渡攻めの際に本間左馬助が着用した、南北朝時代以来の古式の鎧。慶次の西洋甲冑に対して、佐渡の田舎侍ぶりを示すアイテムになっている。
焙烙玉（ほうろくだま）
手投げ式の炸裂弾。導火線に火をつけて投げる。火薬の他に鉛弾20 - 30個が仕込まれており、爆発と共に飛び散って多人数を殺傷する。球形のものや円筒状のものがあり、捨丸や骨がよく用いる。原作では捨丸が煙硝を買い込んでこれを自作する場面が度々見られる。

## 書誌情報
全て原作は隆慶一郎、作画は原哲夫。

### コミックス
- 『花の慶次 -雲のかなたに-』集英社〈ジャンプコミックス〉、全18巻
  1. 1990年7月15日第1刷発行、ISBN 4-08-871421-0
  2. 1990年11月15日第1刷発行、ISBN 4-08-871422-9
  3. 1991年1月15日第1刷発行、ISBN 4-08-871423-7
  4. 1991年3月15日第1刷発行、ISBN 4-08-871424-5
  5. 1991年6月15日第1刷発行、ISBN 4-08-871425-3
  6. 1991年8月12日第1刷発行、ISBN 4-08-871426-1
  7. 1991年10月15日第1刷発行、ISBN 4-08-871427-X
  8. 1991年12月8日第1刷発行、ISBN 4-08-871428-8
  9. 1992年2月15日第1刷発行、ISBN 4-08-871429-6
  10. 1992年4月15日第1刷発行、ISBN 4-08-871430-X
  11. 1992年6月15日第1刷発行、ISBN 4-08-871721-X
  12. 1992年9月9日第1刷発行、ISBN 4-08-871722-8
  13. 1992年12月7日第1刷発行、ISBN 4-08-871723-6
  14. 1993年3月9日第1刷発行、ISBN 4-08-871724-4
  15. 1993年5月15日第1刷発行、ISBN 4-08-871725-2
  16. 1993年7月7日第1刷発行、ISBN 4-08-871726-0
  17. 1993年9月8日第1刷発行、ISBN 4-08-871727-9
  18. 1993年11月9日第1刷発行、ISBN 4-08-871728-7
- 『花の慶次 -雲のかなたに-』新潮社〈BUNCH WORLD〉、全21巻
  1. 2001年4月発売、ISBN 4-10-770014-3
  2. 2001年4月発売、ISBN 4-10-770018-6
  3. 2001年5月発売、ISBN 4-10-770022-4
  4. 2001年5月発売、ISBN 4-10-770026-7
  5. 2001年6月発売、ISBN 4-10-770030-5
  6. 2001年6月発売、ISBN 4-10-770034-8
  7. 2001年7月発売、ISBN 4-10-770038-0
  8. 2001年7月発売、ISBN 4-10-770042-9
  9. 2001年8月発売、ISBN 4-10-770046-1
  10. 2001年8月発売、ISBN 4-10-770050-X
  11. 2001年9月発売、ISBN 4-10-770054-2
  12. 2001年9月発売、ISBN 4-10-770058-5
  13. 2001年10月発売、ISBN 4-10-770062-3
  14. 2001年10月発売、ISBN 4-10-770066-6
  15. 2001年10月発売、ISBN 4-10-770070-4
  16. 2001年11月発売、ISBN 4-10-770074-7
  17. 2001年11月発売、ISBN 4-10-770078-X
  18. 2001年12月発売、ISBN 4-10-770082-8
  19. 2002年1月発売、ISBN 4-10-770086-0
  20. 2002年1月発売、ISBN 4-10-770090-9
  21. 2002年2月発売、ISBN 4-10-770094-1
- 『完全版 花の慶次 -雲のかなたに-』徳間書店〈トクマコミックス〉、全15巻
  1. 2004年9月30日発売、ISBN 4-19-780265-X
  2. 2004年9月30日発売、ISBN 4-19-780266-8
  3. 2004年10月30日発売、ISBN 4-19-780271-4
  4. 2004年11月30日発売、ISBN 4-19-780276-5
  5. 2004年12月25日発売、ISBN 4-19-780281-1
  6. 2005年1月29日発売、ISBN 4-19-780286-2
  7. 2005年2月28日発売、ISBN 4-19-780289-7
  8. 2005年3月30日発売、ISBN 4-19-780296-X
  9. 2005年4月30日発売、ISBN 4-19-780300-1
  10. 2005年5月30日発売、ISBN 4-19-780304-4
  11. 2005年6月30日発売、ISBN 4-19-780308-7
  12. 2005年7月30日発売、ISBN 4-19-780310-9
  13. 2005年8月30日発売、ISBN 4-19-780314-1
  14. 2005年9月30日発売、ISBN 4-19-780316-8
  15. 2005年10月29日発売、ISBN 4-19-780320-6
- 『花の慶次 -雲のかなたに-』徳間書店〈TOKUMA FAVORITE COMICS〉、全8巻
  1. 2007年1月11日発売、ISBN 978-4-19-780380-4
  2. 2007年1月25日発売、ISBN 978-4-19-780382-8
  3. 2007年2月8日発売、ISBN 978-4-19-780384-2
  4. 2007年2月22日発売、ISBN 978-4-19-780386-6
  5. 2007年3月8日発売、ISBN 978-4-19-780388-0
  6. 2007年3月22日発売、ISBN 978-4-19-780390-3
  7. 2007年4月12日発売、ISBN 978-4-19-780396-5
  8. 2007年4月26日発売、ISBN 978-4-19-780397-2
- 『花の慶次 -雲のかなたに-』新潮社〈BUNCH COMICS DELUXE〉、全12巻
  1. 2008年11月25日発売、ISBN 978-4-10-771435-0
  2. 2008年11月25日発売、ISBN 978-4-10-771436-7
  3. 2008年11月25日発売、ISBN 978-4-10-771437-4
  4. 2008年11月25日発売、ISBN 978-4-10-771438-1
  5. 2008年12月15日発売、ISBN 978-4-10-771445-9
  6. 2008年12月15日発売、ISBN 978-4-10-771446-6
  7. 2009年1月15日発売、ISBN 978-4-10-771454-1
  8. 2009年1月15日発売、ISBN 978-4-10-771455-8
  9. 2009年2月15日発売、ISBN 978-4-10-771461-9
  10. 2009年2月15日発売、ISBN 978-4-10-771462-6
  11. 2009年3月15日発売、ISBN 978-4-10-771469-5
  12. 2009年3月15日発売、ISBN 978-4-10-771470-1
- 『花の慶次 -雲のかなたに-』新潮社〈ゼノンコミックスDX〉、全12巻
  1. 2011年5月20日発売、ISBN 978-4-19-980019-1
  2. 2011年5月20日発売、ISBN 978-4-19-980020-7
  3. 2011年6月20日発売、ISBN 978-4-19-980023-8
  4. 2011年6月20日発売、ISBN 978-4-19-980024-5
  5. 2011年7月20日発売、ISBN 978-4-19-980025-2
  6. 2011年7月20日発売、ISBN 978-4-19-980026-9
  7. 2011年8月20日発売、ISBN 978-4-19-980030-6
  8. 2011年8月20日発売、ISBN 978-4-19-980031-3
  9. 2011年9月20日発売、ISBN 978-4-19-980037-5
  10. 2011年9月20日発売、ISBN 978-4-19-980038-2
  11. 2011年10月20日発売、ISBN 978-4-19-980043-6
  12. 2011年10月20日発売、ISBN 978-4-19-980044-3
- 『新装版 花の慶次 -雲のかなたに-』コアミックス〈ゼノンコミックスDX〉、全18巻
  1. 2020年10月20日発売、ISBN 978-4-86720-208-1
  2. 2020年10月20日発売、ISBN 978-4-86720-209-8
  3. 2020年10月20日発売、ISBN 978-4-86720-210-4
  4. 2020年11月19日発売、ISBN 978-4-86720-211-1
  5. 2020年11月19日発売、ISBN 978-4-86720-212-8
  6. 2020年11月19日発売、ISBN 978-4-86720-213-5
  7. 2020年12月19日発売、ISBN 978-4-86720-214-2
  8. 2020年12月19日発売、ISBN 978-4-86720-215-9
  9. 2020年12月19日発売、ISBN 978-4-86720-216-6
  10. 2021年1月20日発売、ISBN 978-4-86720-217-3
  11. 2021年1月20日発売、ISBN 978-4-86720-218-0
  12. 2021年1月20日発売、ISBN 978-4-86720-219-7
  13. 2021年2月20日発売、ISBN 978-4-86720-220-3
  14. 2021年2月20日発売、ISBN 978-4-86720-221-0
  15. 2021年2月20日発売、ISBN 978-4-86720-222-7
  16. 2021年3月18日発売、ISBN 978-4-86720-223-4
  17. 2021年3月18日発売、ISBN 978-4-86720-224-1
  18. 2021年3月18日発売、ISBN 978-4-86720-225-8

### 文庫版
- 『花の慶次 -雲のかなたに-』集英社〈集英社文庫〉、全10巻
  1. 1999年3月18日発売、ISBN 4-08-617471-5
  2. 1999年3月18日発売、ISBN 4-08-617472-3
  3. 1999年5月18日発売、ISBN 4-08-617473-1
  4. 1999年5月18日発売、ISBN 4-08-617474-X
  5. 1999年7月16日発売、ISBN 4-08-617475-8
  6. 1999年7月16日発売、ISBN 4-08-617476-6
  7. 1999年9月17日発売、ISBN 4-08-617477-4
  8. 1999年9月17日発売、ISBN 4-08-617478-2
  9. 1999年11月18日発売、ISBN 4-08-617479-0
  10. 1999年11月18日発売、ISBN 4-08-617480-4
- 『花の慶次 -雲のかなたに-』徳間書店〈トクマコミックス〉、全10巻
  1. 2009年5月30日発売、ISBN 978-4-19-780442-9
  2. 2009年5月30日発売、ISBN 978-4-19-780443-6
  3. 2009年6月30日発売、ISBN 978-4-19-780446-7
  4. 2009年6月30日発売、ISBN 978-4-19-780447-4
  5. 2009年7月30日発売、ISBN 978-4-19-780451-1
  6. 2009年7月30日発売、ISBN 978-4-19-780452-8
  7. 2009年8月29日発売、ISBN 978-4-19-780455-9
  8. 2009年8月29日発売、ISBN 978-4-19-780456-6
  9. 2009年9月30日発売、ISBN 978-4-19-780459-7
  10. 2009年9月30日発売、ISBN 978-4-19-780460-3

## ゲーム

### スーパーファミコン
四次元から発売のスーパーファミコン用ゲーム。ストーリーは風魔小太郎編まで再現。紙芝居方式でストーリーを進め、所々で戦うという形式の格闘ゲーム。対戦モードで使用できるキャラクターは、慶次、古屋七郎兵衛、主馬、蛍、蝙蝠、捨丸、岩兵衛、風魔小太郎の8人。「涼風度」を上げないと大量の技が使えなかったり、武器を弾かれると拾わない限り武器が使えなくなったりするので、格闘ゲームとしての完成度は低い。

### ソーシャルゲーム
- 花の慶次 - 2012年1月10日開始。GREE。
- 花の慶次 - 2012年11月8日開始。Mobage。
- 花の慶次 〜カードバトル傾奇御免〜 - 2014年5月19日開始。mobcast。

### ネイティブアプリ
この他にパチンコ・パチスロの携帯電話向けのアプリがnewginエキサイトランドより配信されている。
- 花の慶次 傾奇花札 - 2008年8月18日開始。mobGame。5人の武将との花札対決。
- ニューギンコレクション 〜絵合わせマスター〜 - 配信の開始日不明。newginエキサイトランド。アクションパズル。
- 慶次の一騎駆け 〜陣取りゲーム〜 - 配信の開始日不明。newginエキサイトランド。アクションパズル第2弾。
- 慶次危機一髪 - 配信の開始日不明。newginエキサイトランド。『花の慶次〜斬』をモチーフにしたFLASHゲーム。
- 箱入り慶次 - 配信の開始日不明。newginエキサイトランド。
- 花の慶次 〜愛のくるくる保留玉 - 配信の開始日不明。newginエキサイトランド。FLASHパズルゲーム。

## ラジオドラマ
TBSラジオのニューギンによるパチンコ、パチスロのプロモーションの番組のコーナー等で放送。その後ドラマコーナーは無いがラジオ日本にて「ニューギンプレゼンツ 今夜の傾奇者ちょっといい話」を不定期に放送。
- 角田信朗 〜傾いて候〜 よっしゃあ! - 2011年1月31日から2012年2月20日まで放送。全46話。2012年12月28日19:00 - 20:00には「年末時代劇スペシャル　ラジオドラマ　花の慶次」を放送[3]。
- 「花の慶次〜雲のかなたに〜」“琉球の章” - 2013年10月8日21:00 - 22:00に放送[4]。モーションコミック版が全4話公開されている。
- キャイ〜ンの、今宵も最高潮 大儀であった! - 2014年4月7日から12月29日まで放送、全39話。2015年1月18日19:00 - 20:00には「ニューギンpresents　ラジオドラマ　花の慶次傑作選～真・花の慶次 登場直前スペシャル」を放送[5]。

## パチンコ・パチスロ
2007年6月、ニューギンよりパチンコ台『CR花の慶次』のリリースが発表され、同年7月より全国のパチンコ店に導入された。この作品は大ヒット作となり、その後多数の後継機種が制作されるなど、シリーズ化されている。2012年11月には同じくニューギンよりパチスロ（『戦国パチスロ 花の慶次 〜天に愛されし漢〜』）もリリースされた。また、モバイルサイト「newginエキサイトランド」ではアプリが配信されている。

### 主題歌
CR花の慶次
15R大当たり中（百万石の酒演出を除く）は角田信朗によるオリジナル曲『傾奇者恋歌（かぶきものこいうた）』が、戦モード（確変）中は同じく角田による『漢花（おとこばな）』が流れる。2007年8月22日にはキングレコードより、『傾奇者恋歌』としてシングルCDが発売された。
デジタル・ダウンロードでは50万件を記録している。
CR花の慶次〜斬
真戦モード（確変）中は角田信朗によるオリジナル曲『よっしゃあ漢唄（おとこうた）』および『漢花（おとこばな）』が、15R大当たり中は『傾奇者恋歌』が前作に続き流れる。またプレミアム大当たり時には日野あずきによる『ひとひらの花』（もののふリーチからの大当たり時）と『煌き』（4種あるプレミアムラウンド大当たり時）が流れる。
2008年12月24日にオリジナル盤CDの先行発売とプロモーションビデオの公開が行われ、翌2009年3月4日にはシングルCD「よっしゃあ漢唄」が正式リリースされた。
CR花の慶次〜愛
大戦モード（確変）中は角田信朗による「修羅の果てまでも」（特定条件下で「よっしゃあ漢唄」および「漢花」）が、15R大当たり中は角田による「義風堂々!!」、リミックスバージョンとしてアレンジされた「傾奇者恋歌〜DIGI-KABUKI ver.〜」、同じくリミックスで前回コーラス担当だったklammyが歌う「ひとひらの花〜SAKURA ver.〜」のいずれかが流れる。またプレミアム大当たり時には信岡愛による「最後の戦士〜DARING WARRIOR〜」（もののふリーチからの大当たり時）が流れる。
なお、リミックスアレンジされた「傾奇者恋歌〜DIGI-KABUKI ver.〜」を歌っているのは、「角田信朗 with 傾奇エンジェルス」である。
2010年3月24日に両A面シングルCD「修羅の果てまでも/義風堂々!!」としてリリースされた。